# STS-51-B
إس تي إس-51-بي (بالإنجليزية: STS-51-B)‏ الرحلة السابعة عشر ضمن برنامج مكوك الفضاء لوكالة ناسا، والرحلة السابعة على متن مكوك الفضاء تشالنجر، انطلقت الرحلة في 29 نيسان 1985 من مركز كينيدي للفضاء وقد تأخر اطلاقها مدة دقيقتين و18 ثانية عن الموعد المقرر بسبب فشل في معالجة الإطلاق، وهبطت في 6 مايو في قاعدة إدواردز الجوية، الرحلة كانت مخصصة للأغراض البحثية وتم اصطحاب أثنين من السعادين السنجابية و24 فأراً وضعوا في أقفاص خاصة لمعرفة ردة فعل الثدييات في الفضاء، حملت الرحلة سبعة رواد الفضاء.